# Oberes Schloss (Rottenbauer)

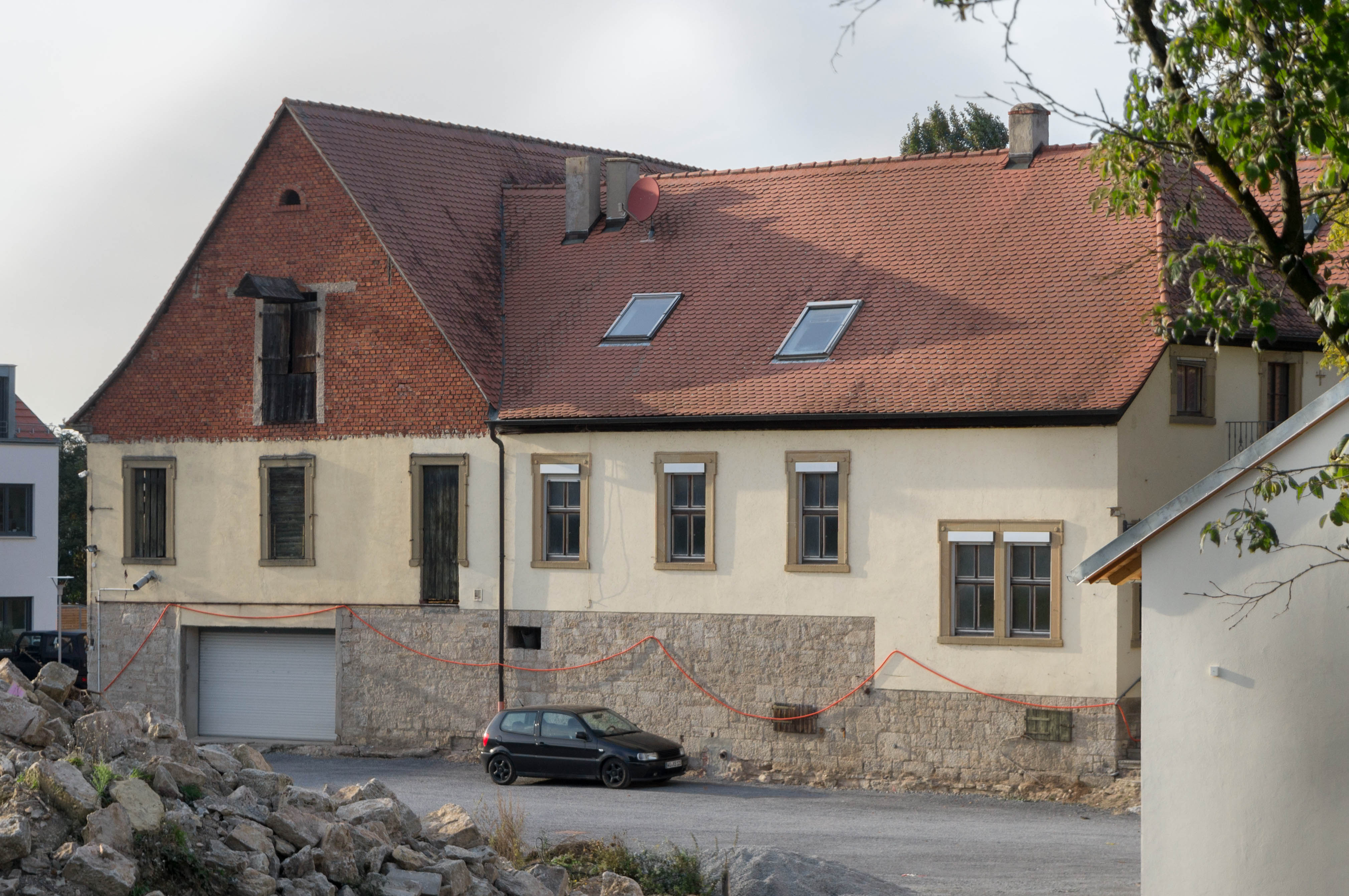
Das Obere Schloss 2013

Das Obere Schloss in Rottenbauer ist ein 1699 von der fränkischen Uradelsfamilie Wolffskeel erbautes herrschaftliches Anwesen im Stil eines barocken Landhauses, das als Baudenkmal in die Bayerische Denkmalliste eingetragen ist.

## Name
Der Name Oberes Schloss leitet sich davon her, dass es in Rottenbauer noch ein weiteres von den Wolffskeels erbautes herrschaftliches Anwesen, das Untere Schloss, gibt.

## Geschichte
Rottenbauer gehörte ab 1430 zu den Wolfskeel’schen Besitzungen. Im 16. Jahrhundert ließen die Wolfskeels zunächst auf dem Gelände des Alten Schlosses das Untere Schloss erbauen. Im Jahr 1699 ließ Eitel Ernst von Wolfskeel das Obere Schloss errichten. Die Rottenbaurer Linie der Wolfskeels starb 1801 mit Johann Philipp Jakob Heinrich von Wolfskeel im Mannesstamme aus. Dieser vermachte das Untere und das Obere Schloss seinen Töchtern Amalia, verehelichte von Redwitz und Johanna, verehelichte von Groß von Trockau. Diese Verfügung wurde jedoch in einem bis zum Jahre 1878 dauernden Prozess von der Reichenberger Linie der Wolfskeels angefochten; am Ende des Rechtsstreits erhielt die Reichenberger Linie der Wolfskeels das Untere Schloss, die Familie von Redwitz das Obere Schloss. Heute ist das Obere Schloss das Wohngebäude eines landwirtschaftlich und gewerblich genutzten Anwesens.